# Маньгинское общество
Ма́ньгинское общество — сельское общество, входившее в состав Святозерской волости Петрозаводского уезда Олонецкой губернии.

## Общие сведения
Согласно «Списку населённых мест Олонецкой губернии по сведениям за 1905 год» общество состояло из следующих населённых пунктов:
Волостное правление располагалось в селении Святозеро.
| №  | Населённый пункт  | Расстояние до волостного правления в верстах | Количество семей | Всего жителей |
| -- | ----------------- | -------------------------------------------- | ---------------- | ------------- |
| 1  | Маньга            | 17                                           | 24               | 129           |
| 2  | Большая Коккойла  | 17                                           | 8                | 41            |
| 3  | Малая Коккойла    | 17                                           | 6                | 30            |
| 4  | Ребяты            | 15                                           | 9                | 20            |
| 5  | Каскес-Наволок    | 19                                           | 24               | 116           |
| 6  | Габанова          | 22                                           | 10               | 54            |
| 7  | Остров            | 16                                           | 3                | 22            |
| 8  | Никонова сельга   | 24                                           | 5                | 20            |
| 9  | Афанасьева сельга | 18                                           | 25               | 129           |
| 10 | Мая сельга        | 15                                           | 10               | 57            |
| 11 | Тюппега           | 22                                           | 4                | 25            |
| 12 | Перу сельга       | 14                                           | 14               | 86            |

В настоящее время территория общества относится в основном к Пряжинскому району Республики Карелия.